# Madinat Zayed
Madinat Zayed (arabsky مَـدِيْـنَـة زَايِـد) je se svými 29 095 obyvateli (údaj ze sčítání v roce 2005) největší město regionu Al Dhafra v emirátu Abú Zabí. Město založil v roce 1968 šejk Zájid bin Sultán Ál Nahján. V blízkosti města se nachází Habshan, oblast s rozsáhlými ložisky ropy a zemního plynu.

## Poloha
Madinat Zayed se nachází 180 km jihovýchodně od hlavního města Abú Zabí a 50 km od pobřeží. Hlavní pozemní komunikací je dálnice E45, která město spojuje s dálnicí E11 na severu a s oázou Liwa na jihu. Další dálnice vede do města Ghayathi.

## Sport
Ve městě sídlí fotbalový klub Al Dhafra FC, který hraje v nejvyšší lize Spojených arabských emirátů – v UAE Arabian Gulf League.